# Baza manewrowa
Baza manewrowa – baza marynarki wojennej tworzona zawczasu lub w toku działań wojennych w celu dokonania manewru lub ześrodkowania zgrupowania uderzeniowego floty na określonych kierunkach operacyjnych. Bazy manewrowe mogą być stałe lub czasowe.